# Tomáš Sydenham
Tomáš Sydenham [sidnem], anglicky Thomas Sydenham (10. září 1624 Wynford Eagle, Dorset – 29. prosince 1689 Londýn) byl významný anglický lékař, jedna ze zakladatelských postav anglického lékařství. Studoval na Oxfordských univerzitách (odkud ho nadvakrát odvedla služba v parlamentaristické armádě) a v Montpellieru. Přispěl k poznání epidemií, hysterie, spály, dny (kterou sám onemocněl), tance svatého Víta (na jeho počest nazývaného Sydenhamův syndrom). V léčbě malárie předpisoval jezuitský prášek (rozemletou kůru chinovníku). Nedbal mnoho o dobové teorie ani tradované názory, o to větší smysl měl pro pozorování a nozologii. V Anglii se až do 19. století učilo z jeho Observationes Medicae (1676). Odborné práce, které psal anglicky a které jeho spolupracovníci vydávali latinsky, se dočkaly překladů do angličtiny, němčiny, franštiny a italštiny.